# Conus articulatus
Conus articulatus е вид охлюв от семейство Conidae. Видът не е застрашен от изчезване.

## Разпространение и местообитание
Разпространен е в Австралия (Куинсланд), Британска индоокеанска територия, Индия, Индонезия (Суматра), Кения, Коморски острови, Мавриций, Мадагаскар, Майот, Малайзия (Западна Малайзия), Малдиви, Мозамбик, Нова Каледония, Папуа Нова Гвинея, Провинции в КНР, Реюнион, Сейшели, Сомалия, Тайван, Тайланд, Танзания, Филипини, Шри Ланка и Япония (Кюшу и Шикоку).
Среща се на дълбочина от 35 до 78 m, при температура на водата от 23,9 до 24,4 °C и соленост 35,4 – 35,6 ‰.